# سيدني فرانسيس بيتمان
سيدني فرانسيس بيتمان (بالإنجليزية: Sidney Frances Bateman)‏ هي ممثلة أمريكية، ولدت في 29 مارس 1823 في نيوجيرسي في الولايات المتحدة، وتوفيت في 13 يناير 1881 في لندن في المملكة المتحدة.

## وصلات خارجية
- سيدني فرانسيس بيتمان على موقع الموسوعة البريطانية (الإنجليزية)